# Ana Rosa Tornero
Ana Rosa Tornero   (Bolívia, 1907 - Albuquerque, 27 de febrer de 1984) va ser una escriptora, periodista, professora, reformista social i feminista boliviana. Va publicar la primera revista feminista a Bolívia i el 1923 va ser una de les fundadores de l'Ateneo Femenino (Ateneu Femení), la primera organització feminista del seu país.

## Biografia
Ana Rosa Tornero va néixer a Bolívia el 1907. Començant en la dècada del 1920, Tornero ensenyava i dirigia escoles públiques a Cochabamba i La Paz, on exercia de professora de filosofia i lletres. Simultàniament, era editora del diari El Norte. Més tard va ser editora de El Diario de La Paz. Ella també va publicar la primera revista feminista a La Paz, Ideal Femenino en agost de 1922.

### Trajectòria professional
El 1923, María Sánchez Bustamante va organitzar el primer grup feminista a Bolívia anomenat Ateneo Femenino amb els objectius d'assolir igualtat civil i política, així com fomentar el creixement artístic. Les integrants eren artistes, periodistes, professores i escriptores i incloïen a Leticia Antezana de Alberti, Elvira Benguria, Fidelia Corral de Sánchez, Marina Lijerón, Julia Reis Ortiz de Cañedo, Ema Alina Palfray, Emma Pérez de Carvajal, Maria Josefa Saavedra, Ana Rosa Tornero de Bilbao la Vieja, Ana Rosa Vásquez, i Etelvina Villanueva i Saavedra. Elles van organitzar la seva revista pròpia Eco Femenino. Des del seu origen, Tornero va imprimir articles i textos literaris sobre feminisme a la revista.
En la dècada del 1920 un grup d'intel·lectuals va formar un grup anomenat La Brasa per explorar el concepte d'Americanisme. Inicialment va ser format a Santiago del Estero, Argentina. Tornero, va ser membre de l'Aliança Revolucionària Popular Americana (APRA), la qual va tenir objectius similars i s'enfocava en la reforma agrària, drets dels indígenes i preservació cultural. Tornero va ser convidada per membres de La Brasa per a participar en diversos recitals de poesia el 1928 a Santiago del Estero i La Banda.
El 1929, l'Ateneu Femení va organitzar el Primer Congrés Feminista de Bolívia, que es va dur a terme a La Paz. Tornero va ser una de les dirigents de Congrés. L'ordre del dia adoptada a la fi de la reunió era una d'alliberament cívic, econòmic i polític, específicament demanant el dret de tenir una targeta d'identitat, disposar de béns, tenir els mateixos drets com a pares, i el dret de vot per a les dones.
A principis de la dècada del 1930, Tornero va tenir una funció significativa durant la Guerra del Chaco al sol·licitar donacions via Ràdio Illimani i va ser voluntària a la Creu Roja boliviana. Ella es va aventurar a fer pel·lícules en aquest temps, però no va durar molt.
Tornero va protagonitzar la pel·lícula Wara Wara (1930) del director José María Velasco Maidana amb Luis Pizarroso Cuenca. Després d'una escena on succeeix un petó entre les dues estrelles, que era membres grup de teatre Tornero del Ateneo de la Juventud (Ateneo Juventud), Tornero es va refusar a continuar. Tement que la pel·lícula causés dany a la seva reputació va deixar la pel·lícula i ho va denunciar, forçant el director per trobar un nou repartiment. La pel·lícula es va acabar amb Juanita Taillansier com a protagonista.
El 1947, va anar al Primer Congrés Interamericà de Dones en Ciutat de Guatemala, Guatemala. El propòsit de la conferència va ser el permetre una plataforma per a les dones per parlar sobre els assumptes internacionals que van incloure la pau, igualtat política, i seguretat de benestar humà. Tornero va encapçalar el comitè de la conferència què es va enfocar en els drets humans que inclouen seguretat econòmica, educació, atenció sanitària i llibertat d'expressió.

Tornero va morir el 27 de febrer de 1984 a Albuquerque, Nou Mèxic.

### Vida personal
A el principi de la dècada del 1920, es va casar amb l'educador Roberto Bilbao la Viejam, amb qui va tenir un fill, Roberto i també professor.